# 연성중학교 (인천)
연성중학교(延盛中學校)는 대한민국 인천광역시 연수구 동춘동에 있는 공립 중학교이다.

## 학교 연혁
- 1993년 8월 19일 : 연성중학교 설립인가 (남녀 8학급)
- 1994년 3월 1일 : 초대 홍석천 교장 취임
- 1995년 2월 14일 : 학급 증설 인가(27학급)
- 1997년 2월 15일 : 제1회 졸업식(665명)
- 1997년 10월 20일 : 남자유도부 창단
- 2004년 11월 29일 : 여자유도부 창단
- 2020년 11월 24일 : 연나래관 증축
- 2021년 3월 1일 : 행복배움학교 지정
- 2022년 9월 1일 : 제11대 최용필 교장 취임
- 2023년 2월 3일 : 제27회 졸업식 (282명)
- 2024년 3월 4일 : 제31회 입학식 (246명)

## 참고 자료
- 연성중학교 - 한국교육학술정보원 학교알리미